# Eric Frank Russell
Eric Frank Russell (geboren am 6. Januar 1905 in Sandhurst, Surrey; gestorben am 28. Februar 1978 in Liverpool) war ein britischer Science-Fiction-Autor, bekannt vor allem für seine humoristisch-satirischen Kurzgeschichten.

## Leben
Als Russell geboren wurde, war sein Vater Ausbilder in der Royal Military Academy Sandhurst. Wie bei Berufssoldaten häufig, zog die Familie oft um und so wuchs Russell in Chatham, Croydon, Bradford, Aldershot, Longmoor, Portsmouth, Weymouth, Pembroke Dock, Brighton und Southport auf. Einen Teil seiner Jugend verbrachte er in Ägypten in Alexandria, Kairo und Port Taufiq am Sueskanal und in Khartum im Sudan. Er lernte Arabisch, vergaß es dann aber wieder. Er besuchte Schulen für die Kinder britischer Offiziere an den jeweiligen Standorten und erhielt dort eine breit gefächerte Ausbildung zu der auch Vermessung, Technisches Zeichnen und Baukonstruktion gehörten. Von 1922 bis 1926 diente Russell im King’s Regiment, einem traditionsreichen Liverpooler Infanterieregiment. 1930 heiratete er eine Krankenschwester, am 6. Januar 1934 wurde eine Tochter geboren. Es war sein Geburtstag, weshalb sie den Namen Erica erhielt. In den 1930er Jahren arbeitete Russell in verschiedenen Berufen, unter anderem als Telefonist, Baukostenkalkulator, Zeichner und als Techniker in der Kundenbetreuung für eine Stahlfirma in Liverpool.
Russells Kontakt zur britischen Science-Fiction ergab sich über die British Interplanetary Society (BIS), deren Mitglied er 1935 wurde. Er hatte zu dieser Zeit schon Artikel in Zeitschriften und einige Gedichte in Liverpooler Zeitungen veröffentlicht. Nun lernte er über die BIS den fast 10 Jahre jüngeren Liverpooler angehenden Science-Fiction-Autor Leslie J. Johnson kennen. Eine erste Kollaboration mit Johnson war nicht erfolgreich, aber Russell schrieb weiter und seine nächste Story The Saga of Pelican West wurde von F. Orlin Tremaine für die Februarausgabe 1937 von Astounding Stories angenommen. Es folgte gleich in der Aprilnummer The Great Radio Peril. Es war die Zeit, in der sich die Zahl der Radiosender in kurzer Zeit vervielfachte und in der Story bricht eine weltweite Hungersnot aus, da die Stärke der Radiowellen die Ernten dahinwelken lässt, weshalb man durch ein internationales Abkommen Stärke und Zahl der Sender zu begrenzen sucht. In der Julinummer folgte dann noch die Zeitreisegeschichte Seeker of To-morrow, eine nun erfolgreiche Zusammenarbeit von Russell und Johnson.
Im gleichen Jahr 1937 erschien die erste Ausgabe von Tales of Wonder, des ersten eigentlichen britischen SF-Magazins. Diese enthielt The Prr-r-eet, eine weitere Erzählung Russells, in der Prr-r-eet ein Marsianer ist, der auf die Erde kommt, und den Menschen ein Instrument schenkt, mit dem sich Klänge und Farben zu einer neuen Art von Musik verbinden lassen. Diese Idee stammte von dem sehr jungen Arthur C. Clarke, den Russell mit 10 % der Einnahmen beteiligte, was etwa 3 Dollar entsprach. Es waren die ersten Einkünfte Clarkes aus Science-Fiction. Dass hier das Alien nicht als Bedrohung dargestellt, sondern empathisch und sympathisch geschildert wird, war für die SF der Zeit ungewöhnlich. Das sympathische Alien sollte in Russells Werken immer wieder erscheinen, zum Beispiel in den 1950ern in Dear Devil (1950), The Witness (1951) und Fast Falls the Eventide (1952) mit den Menschen einer fernen Zukunft als intergalaktische Botschaftern der Toleranz.
Dass Russell einer der ersten britischen Autoren war, die in Astounding und anderen US-Pulp-Magazinen veröffentlichten, die häufigen Amerikanismen in seinen Texten und die Ansiedlung seiner Geschichten vorzugsweise in den USA führten dazu, dass man Russell oft für einen Amerikaner hielt. Er selbst machte aus seiner Affinität für die USA kein Geheimnis und unternahm im Mai 1939 mit seiner Frau Ellen eine sechswöchige Reise in die Vereinigten Staaten, wobei er sich hauptsächlich in New York und Umgebung aufhielt, bei einer Versammlung der Queens Science Fiction League den traurigen Zustand der britischen Science-Fiction beklagte und Edmond Hamilton traf, der ihm ein Exemplar von Charles Forts New Lands überließ. Russell war von Forts Sammlungen unerklärlicher Phänomene und Vorfälle fasziniert und ließ sich von ihnen inspirieren. Ein anderer Einfluss auf Russells Science-Fiction war Olaf Stapledon, der 1930 sein Buch Die letzten und die ersten Menschen veröffentlicht hatte. Als Stapledon 1936 Kontakt zur British Interplanetary Society aufnahm, ergab sich der Kontakt, der nahe lag, da Stapledon zu jener Zeit Philosophieprofessor in Liverpool war, wo auch Russell lebte.
Stapledons Konzept symbiotischer Lebensformen wurde von Russell in seinem ersten Roman Sinister Barrier verarbeitet, der 1939 in der ersten Ausgabe von John W. Campbells neuem Magazin Unknown erschien. Außerdem verwendete er einige Ideen Charles Forts, unter anderem die, dass der Planet Erde Eigentum und die Menschen Nutztiere von Aliens sein könnten. Die Fortsche Erklärung von Fermis Paradox ist nämlich die, dass die Erde Privateigentum ist, dass der Planet gewissermaßen eingezäunt ist und dass daher nicht laufend Außerirdische hier zu Besuch erscheinen.
In Russells Story sind diese Eigentümer der Erde die Vitonen, eine für das menschliche Auge unsichtbare Rasse blau leuchtender, telepathischer Energiewesen, die sich von den Konflikten und negativen Emotionen der Menschen nähren, also gewissermaßen Hass aus den Menschen melken. Bill Graham, Agent der Finanz- und Kreditabteilung der US-Regierung, kommt den Vitonen auf die Spur, als er eine Reihe unerklärlicher Todesfälle unter Wissenschaftlern untersucht. „Ein baldiger Tod erwartet die erste Kuh, die gegen eine Revolte gegen das Melken zu führen beginnt,“ sagt im ersten Satz der Erzählung ein Wissenschaftler, kurz bevor ihn die Vitonen eliminieren. Übrigens nutzte Russell nicht nur den Fundus forteanischer Anomalistik als Ideenbergwerk, sondern lieferte auch selbst zahlreiche Beiträge für The Fortean Society Magazine, den Vorläufer von Doubt. Außerdem war er einige Jahre lang Repräsentant der Fortean Society in Großbritannien.
Ab 1939 sank Russells Produktivität etwas, was damit zusammenhängen mag, dass der Weltkrieg begann und Russell eine Ausbildung als Funker und Radiotechniker am Northern Polytechnic in London und am Marconi College in Chelmsford machte. Von 1941 bis 1945 diente Russell erneut als Soldat, nun in der Royal Air Force als Kommandeur einer Funkereinheit, die der Invasionsarmee Pattons folgte.
Immerhin erschienen 1941 The Mechanical Mice, eine Geschichte über eine Maschine, die kleine mechanische Mäuse baut, die das Material stehlen, das sie braucht, um sich zu vervielfältigen, sowie Jay Score, über einen humanoiden Roboter, der mit einer Mannschaft tentakelbewehrter marsianischer Schachmeister Abenteuer im Weltraum besteht. Weitere Erzählungen Russells mit Jay Score waren Mechanistria (1942), über einen von Maschinen bewohnten und von einem Computer beherrschten Planeten, und Symbiotica (1943), wo er erneut Stapledons Idee der symbiotischen Lebensformen aufgriff. 1955 erschien Mesmerica, die letzte Erzählung in der Reihe, zusammen mit den anderen in der Sammlung Men, Martians and Machines (deutsch als Menschen, Marsianer und Maschinen, 1968).
In den Jahren nach dem Krieg wurden überraschende Wendungen und Schlusspointen zu einem Markenzeichen Russells. Typisch in dieser Hinsicht ist seine Kurzgeschichte Allamagoosa (deutsch als Der Offund). An Bord eines Militärraumschiffs wird ein „Offund“ vermisst, der leider aber inventarisiert ist. Kein Mensch weiß, was ein „Offund“ sein sollte, man trickst und täuscht und baut schließlich ein blinkendes Dingsbums, das als „Offund“ herhalten soll. Bis sich zum Schluss herausstellt, dass es ein Schreibfehler war und es eigentlich „Off. Hund“ für „offizieller Hund“ heißen muss. Da ist allerdings schon der Teufel los, da man um das Fehlen des Offunds zu verschleiern gemeldet hatte, der Offund habe aufgrund einer Schwerkraftanomalie eine Fehlfunktion gehabt und sei zerstört worden. Die Erzählung ist außerdem exemplarisch für ein weiteres Merkmal Russellscher Science-Fiction, nämlich die Satire, die sich vorzugsweise gegen Militär, Militarismus und jede Form von Bürokratie richtet. 1955 gewann Allamagoosa den Hugo Award als beste Kurzgeschichte.
1978 ist Russell in seiner Heimatstadt Liverpool im Alter von 73 Jahren gestorben.
Postum erhielt Russell 1985 den Prometheus Hall of Fame Award für seinen satirischen Roman The Great Explosion von 1962. Hier hat die Menschheit sich nach der Erfindung eines interstellaren Antriebs explosiv ausgebreitet und zahlreiche Planeten besiedelt. Auf manchen wurden Strafkolonien (siehe Australien) eingerichtet, auf anderen gründeten auf der Erde unzufriedene Sektierer Kolonien (siehe die Pilgerväter der Mayflower). 400 Jahre später unternimmt die Erde Anstrengungen, alle diese Planeten zu einem großen Sternenreich zusammenzufassen und sendet zu diesem Zweck ein Schiff auf diplomatischer Mission aus. Auf dem ersten Planeten, einer ehemaligen Strafkolonie, ist die Gesellschaft in isolierte Gruppen zerfallen, die in Festungen sitzen und sich gegenseitig – und außerplanetarische Außenseiter erst recht – mit äußerstem Misstrauen beäugen. Auf dem nächsten Planeten haben sich naturverbundene Nudisten niedergelassen, für welche die irdischen Gesandten nur verklemmte, schmutzige Bazillenträger sind, die man tunlichst auf Abstand hält. Und auf dem dritten besuchten Planeten hat sich eine Gesellschaft maximaler Freiheit etabliert, auf der die Menschen ohne Regierung friedlich und sorgenfrei leben. Dieser idyllische Anarchismus wirkt derart attraktiv, dass die Mannschaft des Erdschiffes nach und nach desertiert, bis selbst die Leiter der Expedition der Verlockung erliegen und die Mission im Fiasko endet.
Als weitere postume Ehrung seines Lebenswerks wurde Russell 2000 in die Science Fiction and Fantasy Hall of Fame aufgenommen.

## Trivia
Das Akronym MYOB für „Mind your own business“ (Kümmer dich um deinen eigenen Kram!) geht vermutlich auf Russell zurück. In seiner Erzählung … And Then There Were None erscheint „myob“ zunächst als fremdes Wort unbekannter Bedeutung, bis das Rätsel schließlich aufgelöst wird. Die Erzählung war die Grundlage für den Roman Die Große Explosion, wo „myob“ auch erscheint.

## Bibliografie
Romane

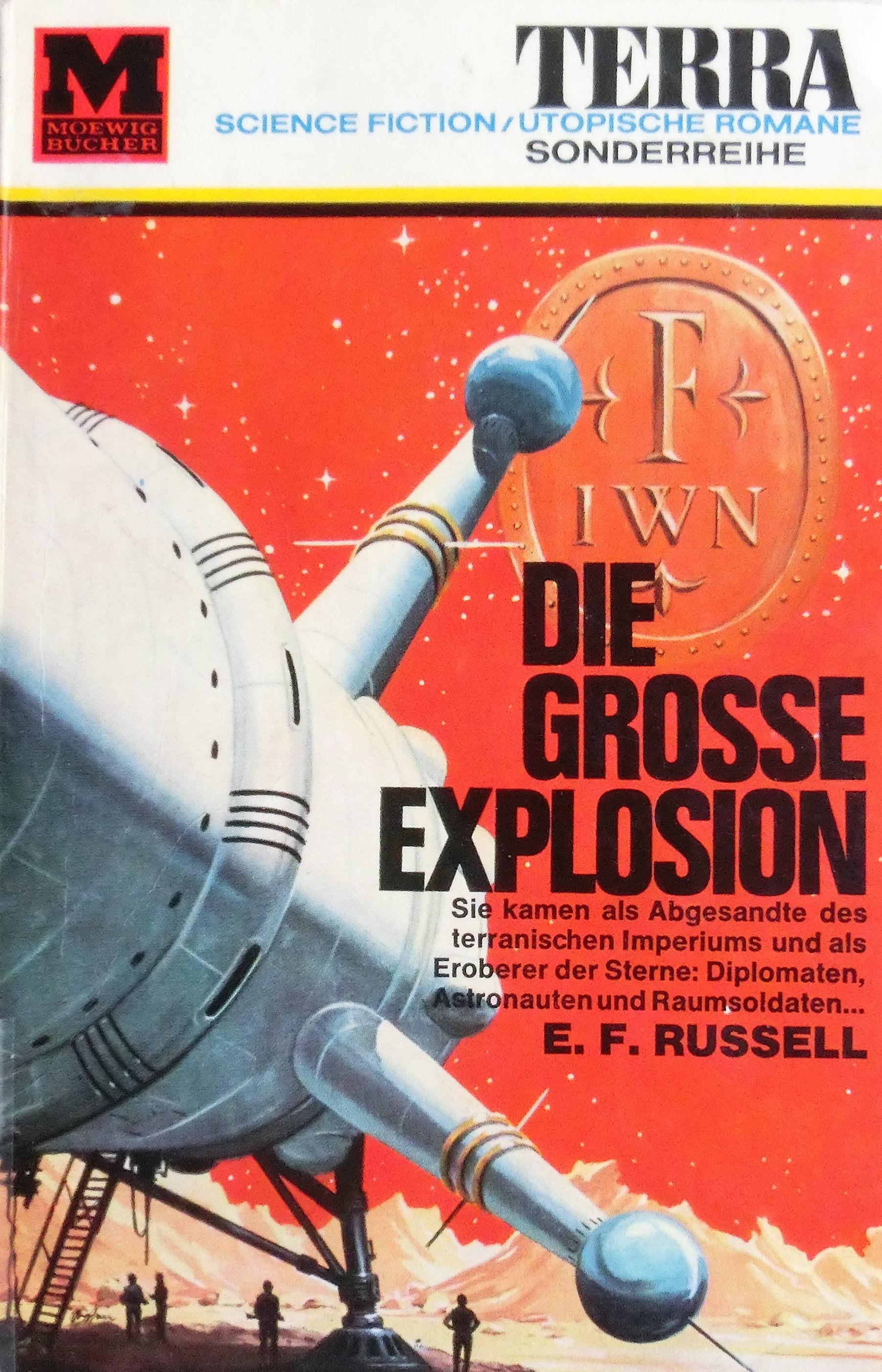
Die Große Explosion (1965)

- Sinister Barrier. Magazin „Unknown“, Street & Smith, New York, 1939.
  - Die Todesschranke. Übersetzt von Josef Tichy. Delta, Bischofswiesen 1953, DNB 454238339 (auch als: Gedanken-Vampire.) Übersetzt von Otto Kühn. Ullstein 2000 #30 (2906), 1972, ISBN 3-548-12906-4.
- Dreadful Sanctuary. in: Astounding Science Fiction, 1948.
  - Planet der Verbannten. Übersetzt von Heinz F. Kliem. Ullstein 2000 #12 (2849), 1971, ISBN 3-548-02849-7.
- The Star Watchers. in: Startling Stories, 1951. (auch als Sentinels from Space, 1953)
  - Agenten der Venus. Übersetzt von F. Klaus. Pabel (Utopia Kriminal #22), 1957, DNB 36455360X. (auch als: Agenten der Venus.) Übersetzt von Wulf Bergner. Heyne Science Fiction & Fantasy #3182, 1970, DNB 457989955.
- Call Him Dead. in Astounding Science Fiction, 1955. (auch als Three to Conquer, 1956)
  - So gut wie tot. Übersetzt von Fritzheinz van Doornick. Pabel (Utopia Kriminal #13), 1957, DNB 114013907X. (auch als: So gut wie tot.) Übersetzt von Walter Spiegl. Signum Taschenbücher #98, 1962, DNB 454238347. Auch als: So gut wie tot. Übersetzt von Otto Kühn. Ullstein 2000 #58 (3007), 1973, ISBN 3-548-03007-6.
- Wasp. Avalon Books, 1957, OCLC 2186220.
  - Die Wespe. Übersetzt von Walter Ernsting. Moewig (Terra Sonderband #55), 1962, DNB 455021376. (auch als: Der Stich der Wespe.) Übersetzt von Ute Seeßlen. Ullstein 2000 #46 (2965), 1973, ISBN 3-548-02965-5.
- The Space Willies. Ace Books, 1958, OCLC 31996048. (auch als: Next of Kin, 1959)
  - Plus X. Übersetzt von Tony Westmayr. Goldmanns Weltraum Taschenbücher #0145, 1972, ISBN 3-442-23145-0.
- The Great Explosion. Dodd, Mead / Torquil, 1962, OCLC 5846254.
  - Die große Explosion. Übersetzt von Gisela Stege. Moewig (Terra Taschenbuch #101), 1965, DNB 454238355.
- With a Strange Device. Dennis Dobson, 1964, OCLC 1125660. (für den US-Markt auch als The Mindwarpers, 1965)
  - Die rauhe Wirklichkeit. Übersetzt von  Hans-Ulrich Nichau. Goldmann Taschen Krimi #2174, 1966, DNB 457989971. (auch als: Vergangenheit mal 2.) Übersetzt von Michael Pross. Ullstein 2000 #70 (3055), 1974, ISBN 3-548-03055-6.
- Design for Great-Day. Tor, 1995, ISBN 0-312-85501-X. (mit Alan Dean Foster)

Sammlungen 
- Deep Space. Fantasy Press, 1954, OCLC 1142714. (auch als: Selections from Deep Space, 1955)
- Men, Martians and Machines. Dennis Dobson, 1955, OCLC 17734815.
  - Menschen, Marsianer und Maschinen. Übersetzt von Walter Brumm. Heyne Science-Fiction & Fantasy #3113, 1968, DNB 457989947.
- Six Worlds Yonder. Ace Books, 1958, OCLC 31996048.
- Far Stars. Dennis Dobson, 1961, OCLC 1125651.
  - Ferne Sterne. Übersetzt von Heinz Bingenheimer. Goldmanns Zukunftsromane #28, 1962, DNB 454238363.
- Dark Tides. Dennis Dobson, 1962, OCLC 17717897.
- Somewhere a Voice. Dennis Dobson, 1965, OCLC 352552.
  - Seelen-Transfer. Übersetzt von H. P. Lehnert. Pabel (Terra Taschenbuch #316), 1979, DNB 800113470.
- Like Nothing on Earth. Dennis Dobson, 1975, ISBN 0-234-77381-2.
- The Best of Eric Frank Russell. Del Rey / Ballantine, 1978, ISBN 0-345-27700-7.
  - Die besten Stories von Eric Frank Russell. Moewig (Playboy Science Fiction #6703), 1980, ISBN 3-8118-6703-2.
- Major Ingredients: The Selected Short Stories of Eric Frank Russell. NESFA Press, 2000, ISBN 1-886778-10-8.
- Darker Tides: The Weird Tales of Eric Frank Russell. Midnight House, 2006, ISBN 0-9740589-6-3.
- Short Stories Collection. VintReads, 2017, ISBN 978-1-387-36890-7.

Deutsche Zusammenstellungen:
- Das Grundrecht des Universums und andere Stories. Moewig (Terra #489), 1966, Übersetzerin Birgit Reß-Bohusch, DNB 458318426.
- Sechs Welten von hier. Goldmanns Weltraum Taschenbücher #0158, 1973, Übersetzer Tony Westermayr, ISBN 3-442-23158-2.
- Science-Fiction-Stories 53. Ullstein 2000 #101 (3178), 1975, ISBN 3-548-03178-1.

Kurzgeschichten
Wird bei Kurzgeschichten als Quelle nur Titel und Jahr angegeben, so findet sich die vollständige Angabe unter Sammlungen.
- The Saga of Pelican West (1937)
- The Great Radio Peril (1937)
- The Prr-r-eet (1937)
- Seeker of Tomorrow (1937, mit Leslie J. Johnson)
- Mana (1937)
  - Deutsch: Mana. In: Die besten Stories von Eric Frank Russell. 1980.
- Shadow-Man (1938, auch als Invisible)
- The World’s Eighth Wonder (1938)
- Poor Dead Fool (1938)
- Impulse (1938, auch als The Man from the Morgue, 1953, auch als A Matter of Instinct, 1962)
  - Deutsch: Ohne zu denken. In: Walter Ernsting (Hrsg.): Utopia Science Fiction Magazin, #5. Pabel, 1956. Auch als: Reaktion. In: Science-Fiction-Stories 53. 1975.
- Mightier Yet (1939)
- Vampire from the Void (1939)
- I, Spy! (1940, auch als Spiro, 1947, auch als Venturer of the Martian Mimics)
- Me and My Shadow (1940)
- The Mechanical Mice (1941, mit Maurice G. Hugi, als Maurice G. Hugi)
  - Deutsch: Mechanische Mäuse. In: Utopia Science Fiction Magazin, #9. Pabel, 1957. Auch als: Rattennest. In: Science-Fiction-Stories 53. 1975. Auch als: Mechanische Mäuse. In: Isaac Asimov (Hrsg.): Die besten Stories von 1941. Moewig (Playboy Science Fiction #6713), 1981, ISBN 3-8118-6713-X.
- Jay Score (1941)
  - Deutsch: Jay Score. In: Walter Ernsting (Hrsg.): Utopia Science Fiction Magazin, #3. Pabel, 1956. Auch als: Bewährungsprobe. In: Walter Spiegl (Hrsg.): Science-Fiction-Stories 36. Ullstein 2000 #67 (3046), 1974, ISBN 3-548-03046-7. Auch als: Jay Score. In: Die besten Stories von Eric Frank Russell. 1980.
- Seat of Oblivion (1941)
  - Deutsch: Seelen-Transfer. In: Seelen-Transfer. 1979.
- “With a Blunt Instrument” (1941)
- Homo Saps (1941, als Webster Craig)
  - Deutsch: Homo Sapiens. In: Bert Koeppen (Hrsg.): Utopia-Magazin 13. Pabel, 1958. Auch als: Marskarawane. In: Sechs Welten von hier. 1973. Auch als: Homo Stupidus. In: Die besten Stories von Eric Frank Russell. 1980.
- Mechanistria (1942)
  - Deutsch: Mechanistria. In: Walter Ernsting (Hrsg.): Utopia Science Fiction Magazin, #4. Pabel, 1956. Auch als: Maschinenwelt. In: Walter Spiegl (Hrsg.): Science-Fiction-Stories 40. Ullstein 2000 #75 (3072), 1974, ISBN 3-548-03072-6.
- Mr. Wisel’s Secret (1942, auch als Wisel)
- Describe a Circle (1942)
- The Kid from Kalamazoo (1942)
- Symbiotica (1943)
  - Deutsch: Raumschiff Marathon. Pabel (Utopia Zukunftsroman #99), 1957. Auch als: Der grüne Planet. In: Walter Spiegl (Hrsg.): Science-Fiction-Stories 46. Ullstein 2000 #87 (3118), 1975, ISBN 3-548-03118-8. Auch als: Symbiose. In: Isaac Asimov, Martin H. Greenberg (Hrsg.): Die besten Stories von 1943. Moewig (Playboy Science Fiction #6724), 1982, ISBN 3-8118-6724-5.
- Controller (1944)
- Resonance (1945)
- Metamorphosite (1946)
  - Deutsch: Metamorphose. In: Martin Greenberg (Hrsg.): 8 Science Fiction-Stories. Heyne (Heyne-Anthologien #8), 1964. Auch als: Metamorphose. In: Die besten Stories von Eric Frank Russell. 1980.
- The Timid Tiger (1947)
- The Cosmic Relic (1947, auch als Relic)
  - Deutsch: Der treue Diener. In: Sam Moskowitz, Roger Elwood (Hrsg.): Der Robotspion. Heyne Science Fiction & Fantasy #3150, 1969.
- Hobbyist (1947)
  - Deutsch: Der Bastler. In: Walter Spiegl (Hrsg.): Science Fiction Stories 1. Ullstein 2000 #1 (2760), 1970. Auch als: Zeitvertreib. In: Die besten Stories von Eric Frank Russell. 1980. Auch als: Der Liebhaber. In: James Gunn (Hrsg.): Von Shelley bis Clarke. Heyne (Bibliothek der Science Fiction Literatur #100), 2000, ISBN 3-453-17104-7.
- Displaced Person (1948)
  - Deutsch: Das muß man ihm lassen. In: Isaac Asimov, Martin Harry Greenberg, Joseph D. Olander (Hrsg.): Feuerwerk der SF. Goldmann (Edition '84: Die positiven Utopien #8), 1984, ISBN 3-442-08408-3. Auch als: Nicht erwünscht. In: Terry Carr, Martin Harry Greenberg (Hrsg.): Traumreich der Magie: Höhepunkte der modernen Fantasy. Heyne Science Fiction & Fantasy #4254, 1985, ISBN 3-453-31262-7.
- Muten (1948, als Duncan H. Munro)
- The Ponderer (1948)
- Late Night Final (1948)
  - Deutsch: Nächtliches Finale. In: Die besten Stories von Eric Frank Russell. 1980.
- The Big Shot (1949)
- A Present from Joe (1949)
- The Glass Eye (1949)
- The Undecided (1949)
  - Deutsch: Das Team der Spezies. In: Das Grundrecht des Universums und andere Stories. 1966. Auch als: Die Unentschlossenen. In: Sechs Welten von hier. 1973.
- U-Turn (1950, als Duncan H. Munro)
  - Deutsch: Die letzte Grenze. In: Seelen-Transfer. 1979.
- Dear Devil (1950)
  - Deutsch: Geliebter Teufel. In: Seelen-Transfer. 1979. Auch als: Lieber Teufel. In: Die besten Stories von Eric Frank Russell. 1980.
- Exposure (1950)
  - Deutsch: Der Irrtum der Formlosen. In: Das Grundrecht des Universums und andere Stories. 1966.
- The Rhythm of the Rats (1950)
  - Deutsch: Der Rhythmus der Ratten. In: Kurt Singer (Hrsg.): Horror Band II: Klassische und moderne Geschichten aus dem Reich der Dämonen. Krüger, 1969.
- First Person Singular (1950)
- Follower (1950)
- MacHinery (1950)
- Test Piece (1951)
- Rainbow’s End (1951, auch als Afternoon of a Fahn)
  - Deutsch: Traumplanet. In: Roger Elwood (Hrsg.): Der Traumplanet. Pabel-Moewig (Terra Astra #240), 1976.
- … And Then There Were None (1951) Auch als: Keine Macht der Erde. In: Walter Spiegl (Hrsg.): Science-Fiction-Stories 4. Ullstein 2000 #4 (2791), 1970. Auch als: Planet des Ungehorsams. Reuschle und Teichert, 1970. Auch als: Planet des Ungehorsams. Neues Leben (Releasegruppe IV), 1970. Auch als: … dann war’n sie alle futsch. In: Ben Bova, Wolfgang Jeschke (Hrsg.): Titan 11. Heyne Science Fiction & Fantasy #3651, 1979, ISBN 3-453-30564-7.
- The Witness (1951)
  - Deutsch: Der letzte Zeuge. In: Helmuth W. Mommers, Arnulf D. Kraus (Hrsg.): 10 Science Fiction Kriminal-Stories. Heyne (Heyne-Anthologien #11), 1965.
- Ultima Thule (1951)
- The Illusionaries (1951)
- Second Genesis (1952)
  - Deutsch: Zweite Genesis. In: Sechs Welten von hier. 1973.
- I’m a Stranger Here Myself (1952)
- Fast Falls the Eventide (1952)
  - Deutsch: Abenddämmerung der Menschheit. In: Bert Koeppen (Hrsg.): Utopia-Magazin 19. Pabel, 1958. Auch als: Abenddämmerung der Menschheit. In: Walter Spiegl (Hrsg.): Science-Fiction-Stories 7. Ullstein 2000 #9 (2833), 1971, ISBN 3-548-02833-0. Auch als: Rasch fällt die Dämmerung. In: Die besten Stories von Eric Frank Russell. 1980.
- Take a Seat (1952)
- Hell’s Bells (1952, als Duncan H. Munro)
- I Am Nothing (1952)
  - Deutsch: Ich bin nichts. In: Bert Koeppen (Hrsg.): Utopia-Magazin 20. Pabel, 1958. Auch als: Ich bin Niemand. In: Die besten Stories von Eric Frank Russell. 1980.
- The Sin of Hyacinth Peuch (1952)
- A Little Oil (1952)
  - Deutsch: Ein Tropfen Öl. In: Lothar Heinecke (Hrsg.): Galaxis Science Fiction, #3. Moewig, 1958. Auch als: Ein Tropfen Öl. In: Sechs Welten von hier. 1973.
- Last Blast (1952)
- The Timeless Ones (1952)
  - Deutsch: Die Zeitlosen. In: Ferne Sterne. 1962.
- This One’s On Me (1953, auch als Mutants for Sale)
  - Deutsch: Mutanten zu verkaufen. In: Peter Haining (Hrsg.): Ungeheuer. Fischer Taschenbuch (Fischer Taschenbücher #1417), 1973, ISBN 3-436-01806-6.
- Design for Great-Day (1953, auch als The Ultimate Invader, 1954)
  - Deutsch: Die Friedensbringer. In: Arnulf D. Krauß, Helmuth W. Mommers (Hrsg.): 7 Science Fiction-Stories. Heyne (Heyne-Anthologien #17), 1966.
- Somewhere a Voice (1953)
  - Deutsch: Die Rettungsstation. In: Seelen-Transfer. 1979.
- It’s in the Blood (1953)
  - Deutsch: Es liegt im Blut. In: Bert Koeppen (Hrsg.): Utopia-Magazin 14. Pabel, 1958.
- A Great Deal of Power (1953, auch als Boomerang)
  - Deutsch: Zu mächtig. In: Peter Haining (Hrsg.): Gefährliche Possen. Heyne Science Fiction & Fantasy #5909, 1997, ISBN 3-453-13343-9.
- P.S. (1953, auch als Postscript)
  - Deutsch: Post Scriptum. In: Ferne Sterne. 1962.
- Bitter End (1953)
  - Deutsch: Der Überlebende. In: Science-Fiction-Stories 42. Ullstein 2000 #79 (3089), 1974, ISBN 3-548-03089-0.
- Sustained Pressure (1953)
- The Courtship of 53 Shotl 9G (1954, als Niall Wilde)
- Appointment at Noon (1954)
- The Door (1954)
- Anything to Declare? (1954, als Naille Wilde)
- Fly Away Peter (1954)
- Weak Spot (1954)
  - Deutsch: Der wunde Punkt. In: Die besten Stories von Eric Frank Russell. 1980.
- I Hear You Calling (1954)
- Mesmerica (1955)
  - Deutsch: Blinde Kuh. In: Walter Spiegl (Hrsg.): Science-Fiction-Stories 43. Ullstein 2000 #81 (3096), 1974, ISBN 3-548-03096-3.
- Nothing New (1955)
  - Deutsch: Nichts Neues. In: Sechs Welten von hier. 1973.
- Diabologic (1955)
  - Deutsch: Diabologik. In: Ferne Sterne. 1962.
- Allamagoosa (1955)
  - Deutsch: Der Offund. In: Ferne Sterne. 1962. Auch als: Technischer Bluff. In: Die besten Stories von Eric Frank Russell. 1980. Auch als: Allamagoosa. In: Isaac Asimov (Hrsg.): Das Forschungsteam. Heyne (Bibliothek der Science Fiction Literatur #13), 1982, ISBN 3-453-30804-2. Auch als: Übertragungsfehler. In: Charles G. Waugh, Martin Harry Greenberg, Isaac Asimov (Hrsg.): Sternenschiffe (2). Ullstein Science Fiction & Fantasy #31145, 1987, ISBN 3-548-31145-8.
- Proof (1955)
- Saraband in C Sharp Major (1955)
- The Waitabits (1955)
  - Deutsch: Die Warteinweiler. In: Ferne Sterne. 1962.
- Tieline (1955, als Duncan H. Munro)
  - Deutsch: Nabelschnur. In: Sechs Welten von hier. 1973.
- Down, Rover, Down (1955, auch als The Case for Earth, 1958)
- Heart’s Desire (1955, auch als A Divvil With the Women, auch als Niall Wilde)
- Minor Ingredient (1956)
- Legwork (1956)
  - Deutsch: Kleinarbeit. In: Ferne Sterne. 1962. Auch als: Kleinarbeit. In: Groff Conklin (Hrsg.): Unirdische Visionen. Moewig (Terra Taschenbuch #171), 1970. Auch als: Der Kundschafter. In: Science-Fiction-Stories 53. 1975.
- Sole Solution (1956)
  - Deutsch: Die Lösung. In: Axel Melhardt (Hrsg.): Pioneer 21. Austrotopia (Pioneer #21), 1965.
- Plus X (1956)
  - Deutsch: Der X-Faktor. In: Walter Spiegl (Hrsg.): Science-Fiction-Stories 19. Ullstein 2000 #33 (2924), 1972, ISBN 3-548-02924-8.
- Storm Warning (1956)
- Heav’n, Heav’n (1956)
- Top Secret (1956)
  - Deutsch: Streng geheim. In: Sechs Welten von hier. 1973.
- Quiz Game (1956)
- Fall Guy (1956)
- Nuisance Value (1957)
  - Deutsch: Aufstand der Gefangenen. Pabel (Utopia Zukunftsroman #532), 1967. Auch als: Störfaktor. In: Martin Harry Greenberg, Isaac Asimov, Charles G. Waugh (Hrsg.): Faszination der Science Fiction. Bastei Lübbe (Bastei Lübbe Science Fiction Special #24068), 1985, ISBN 3-404-24068-5.
- Love Story (1957)
  - Deutsch: Wer beschreibt das Geheimnis? In: Isaac Asimov, Martin Harry Greenberg, Joseph D. Olander (Hrsg.): Feuerwerk der SF. Goldmann (Edition '84: Die positiven Utopien #8), 1984, ISBN 3-442-08408-3.
- Into Your Tent I’ll Creep (1957)
  - Deutsch: Eine Laune des Schicksals. In: Sechs Welten von hier. 1973. Auch als: Des Menschen bester Freund. In: Die besten Stories von Eric Frank Russell. 1980.
- Early Bird (1957)
- Brute Farce (1958)
- Basic Right (1958)
  - Deutsch: Das Grundrecht des Universums. In: Das Grundrecht des Universums und andere Stories. 1966. Auch als: Das Herrenvolk. In: Walter Spiegl (Hrsg.): Science-Fiction-Stories 17. Ullstein 2000 #29 (2905), 1972, ISBN 3-548-02905-1.
- There’s Always Tomorrow (1958)
- Study in Still Life (1959, auch als Still Life)
  - Deutsch: Das ruhige Beamtenleben. In: Die besten Stories von Eric Frank Russell. 1980.
- Now Inhale (1959)
- The Army Comes to Venus (1959)
- Panic Button (1959)
- Meeting on Kangshan (1965)
- Eternal Rediffusion (1973, mit Leslie J. Johnson)

Sachliteratur
- Great World Mysteries (1957)
- The Rabble Rousers (1963)